# Ezra Pound
Ezra Weston Loomis Pound (Hailey, Idaho, Estats Units, 30 d'octubre de 1885 - Venècia, Itàlia, 1 de novembre de 1972) fou un poeta, assagista, músic i crític estatunidenc pertanyent a la generació perduda.
Va predicar fogosament el rescat de la poesia antiga per posar-la al servei d'una concepció moderna, conceptual i alhora fragmentària. En la seua obra monumental, Els cantos, va invertir gran part de la seua vida. El crític Hugh Kenner va dir després de trobar-se amb Pound: «He pres, de sobte, consciència que estava davant del centre del modernisme».
Pound va ser un fervent seguidor de Benito Mussolini i va ser criticat pel seu antisemitisme. El seu compromís amb Mussolini va portar com a conseqüència que fos condemnat l'any 1945.

## Inicis
Pound va nàixer a Hailey, Idaho, d'Homer Loomis i Isabel Weston Pound. Va començar els estudis superiors el 1901 a la Universitat de Pennsylvania, però es va graduar al Hamilton College l'any 1905. Durant els seus estudis a la universitat, va conèixer i va fer amistat amb William Carlos Williams i Hilda Doolittle (H. D.), amb la qual va estar compromès durant un temps. Amb tot, H. D., per aquest temps, també va mantenir una relació amb una dona anomenada Frances Gregg. Poc després, H. D. i Frances Gregg, amb la mare d'aquesta darrera, van viatjar a Europa.
Posteriorment, Pound va ensenyar al Wabash College a Crawfordsville, Indiana, durant menys d'un any, lloc de treball que va abandonar com a resultat d'un petit escàndol. L'any 1908, va viatjar a Europa, i s'instal·là a Londres després d'una breu estada a Venècia.

## Londres
La primera poesia de Pound va estar influïda pels poetes del segle xix (especialment els prerafaelites), la literatura medieval i la filosofia ocultista i mística neoromàntica.
Quan es va traslladar a Londres, va recórrer a les llengües i a les formes poètiques arcaiques en un intent per refer-se com a poeta. Va ser amic de W. B. Yeats, a qui considerava el poeta més gran viu, i per a qui, eventualment, va treballar com a secretari.
L'any 1914, Pound es casa amb Dorothy Shakespear, filla d'Olivia Shakespear, novel·lista i amant de W. B. Yeats.
En els anys anteriors a la Primera Guerra Mundial, va ser membre molt destacat de l'imatginisme i va contribuir al vorticisme, moviments que van donar a conèixer el treball d'artistes com James Joyce, Wyndham Lewis, William Carlos Williams, Hilda Doolittle, Richard Aldington, Marianne Moore, Rabindranath Tagore, Robert Frost, Rebecca West i Henri Gaudier-Brzeska. En aquell moment va ser quan Pound va editar The Waste Land (La terra eixorca) del seu amic T. S. Eliot.
En 1915, publicà Cathay , un petit volum de poemes de Li Po traduïts pel nord-americà d'origen català Ernest Fenollosa i reelaborats per Pound. Al contrari que els traductors americans anteriors de la poesia xinesa, aquestes versions en vers lliure ofereixen als lectors textos comprensibles. Molts crítics consideren els poemes de Cathay com la realització més encertada de l'imatginisme. Tanmateix, com a traduccions, continuen sent font de controvèrsies, ja que ni Fenollosa ni Pound mai no van parlar o van llegir el xinés amb soltesa; a més de criticar-se-li al poeta nord-americà que ometera o agregara seccions sense cap base en els originals. Per a Hugh Kenner, aquestes aparents traduccions de textos orientals antics cal veure-les com a experiments poètics.
Després de la guerra, Pound abandonarà Anglaterra, però abans publica Homage to Sextus Propertius (1919) i Hugh Selwyn Mauberley (1920).

## París
L'any 1920 es traslladà a París, on es va moure en el cercle dels artistes que van revolucionar l'art modern. Va ser amic de Marcel Duchamp, Tristan Tzara, Fernand Leger i altres figures del dadà i del surrealisme. Ací va continuar treballant en The Cantos, en els quals cada vegada es reflecteixen més les seves preocupacions polítiques i econòmiques. Durant aquest període, també va escriure prosa crítica, traduccions, dues òperes (amb ajuda de George Antheil) i diverses peces per a violí.

## Itàlia

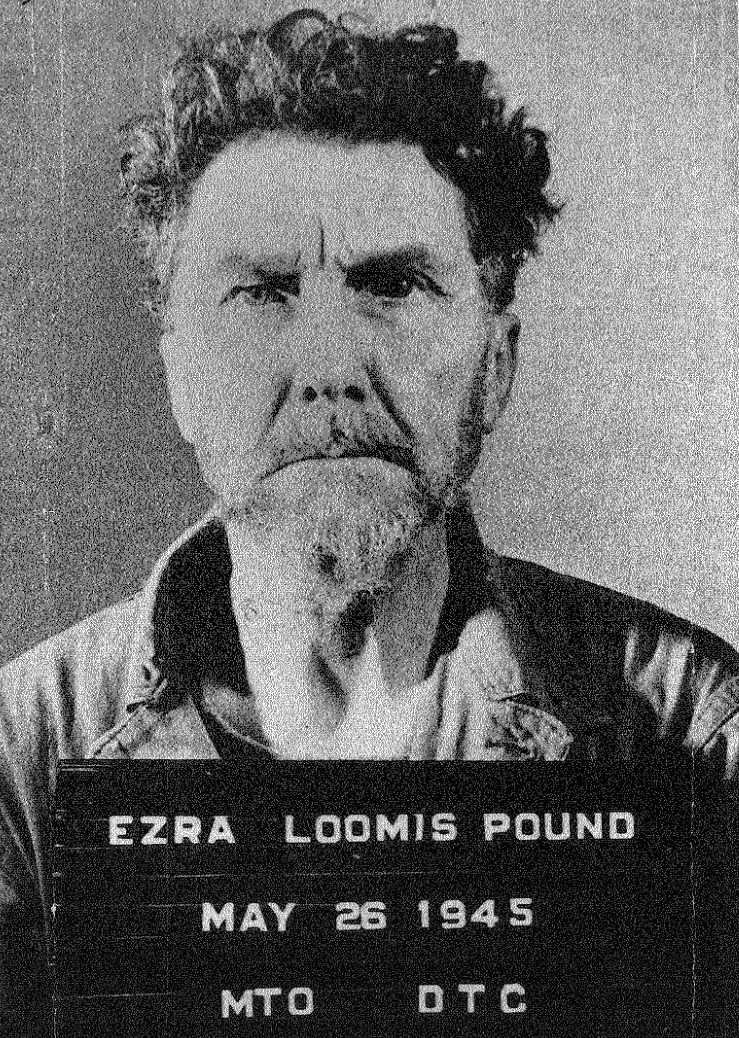
Fitxa policial d'Ezra Pound

El 10 d'octubre de 1924, va abandonar París amb destinació a Rapallo. A Itàlia, va continuar sent un catalitzador creatiu, a més d'esdevenir admirador de Mussolini. És llavors quan l'antisemitisme va començar a aparéixer en els seus textos. L'any 1939, en vigílies de la Segona Guerra Mundial, va viatjar als Estats Units. Tot i que va considerar quedar-se allí, finalment va decidir tornar tant per motius ideològics com personals.
Durant el conflicte, va ser propagandista de l'Eix en ràdio i en premsa.
Quan l'any 1943 Mussolini es va declarar president de la nova República de Saló, Pound va exercir un paper significatiu en les activitats culturals i de propaganda. El 2 de maig de 1945, va ser arrestat pels partisans italians i portat al quarter general de Chiavari, on el van declarar «sense interès». Posteriorment, es va lliurar a les forces dels EUA. Va ser empresonat en un camp de presoners a Pisa, on va esbossar The Pisan Cantos (Els cantos pisans) (primer Premi Bollingen de la Biblioteca del Congrés dels Estats Units el 1948), secció que marca un canvi en l'obra de Pound, perquè es converteix en una meditació sobre la ruïna d'Europa i el seu lloc natural en el món.

## St. Elizabeth
Després de la guerra, Pound va ser jutjat als Estats Units per traïció. La intermediació de diferents figures del món cultural va aconseguir que se'l declarés boig (així se'l salvava d'una potencial pena de mort) i que se l'internés a l'Hospital St. Elizabeth, on va romandre durant dotze anys (1946-1958). Allà va continuar elaborant The Cantos, a més de traduir Confuci.

## Tornada a Itàlia i mort

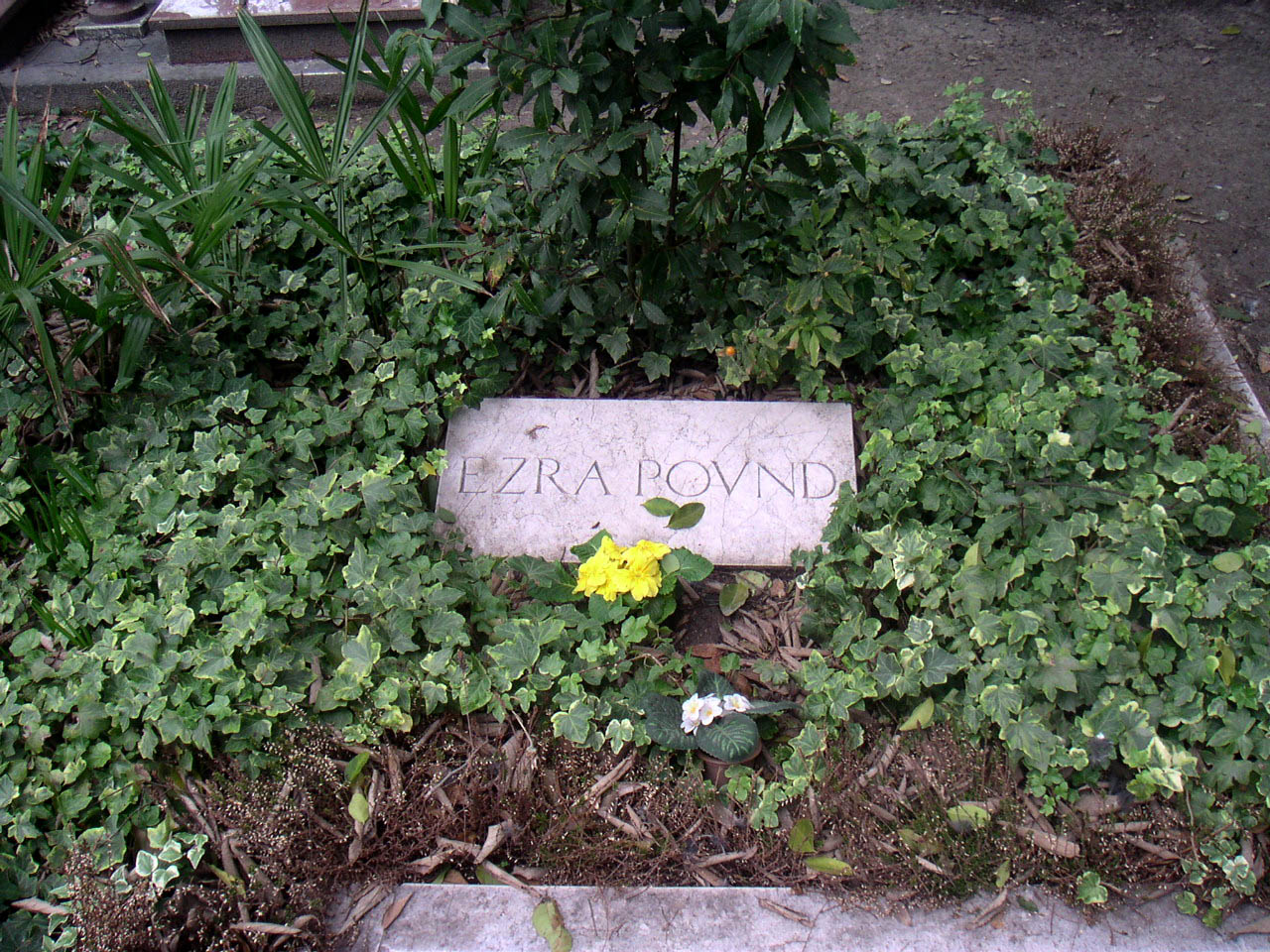
La tomba de Pound a l'illa de San Michele a Venècia, sector evangèlic

El 1958, Pound va ser declarat incapaç de ser jutjat. Se li va retirar els drets de ciutadania i va ser alliberat de Santa Isabel amb la condició de tornar a Europa. Amb la seva dona, que també era la seva custòdia legal, va tornar ràpidament a Itàlia. La parella es va quedar amb la filla d'Olga Rudge i de Pound, Mary, ara casada amb Boris de Rachewiltz i que viu al castell de Brunnenberg al Tirol. La salut de Pound estava ara trencada i va passar un any al sanatori Martinsbrunn de Meran. Es creu que durant la seva estada de Santa Isabel es va tractar amb drogues que alteraven la ment, cosa que va alterar la seva personalitat permanentment per a pitjor. A principis de 1962, «deprimit i malalt, Pound va optar per posar-se en mans d'Olga». Durant la resta de la seva vida va viure amb ella, part de cada any a Venècia, part a Rapallo. Tot i que va prosseguir amb The Cantos, els veia poc artístics. Allen Ginsberg, en una entrevista amb Michael Reck, va indicar que Pound semblava lamentar molts els seus últims textos i que la seua obra estiguera estigmatitzada per la mala fama del seu antisemitisme.

## Obra
La poesia de Pound cita i fa referències d'Homer, Confuci i Dant; aborda les mitologies i teories econòmiques, així com molts fets històrics, i inclou paraules en grec i llatí i ideogrames xinesos, en un descomunal intent de construir una visió caleidoscòpica de la història i la cultura.
Els seus escrits assagístics, agrupats en ABC of Reading ('L'ABC de la lectura') i How to Read ('Com llegir'), entre d'altres, són elegants i contundents, crus i aspres, subtils i dialèctics, però no mai interrogatius. Va advocar amb ímpetu de propagandista per una poesia «apegada a l'os», és a dir, lliure d'adorns, als quals anomenava «fioriture», en un símil amb la música. Va establir un itinerari de lectures per a qui volgués comprendre la poesia, a la qual considerava un art en progrés. La llista de les seues preferències exclou notòriament Shakespeare, el barroc espanyol i el romanticisme. Aquesta arbitrarietat té a veure, això no obstant, amb la seua concepció sobre quin era l'objectiu cap al qual la poesia anava al llarg dels segles. La seua idea de la fioritura sembla incloure que aquesta forma correspon a l'efusió sentimental desmesurada, que també rebutjava.

## Influència

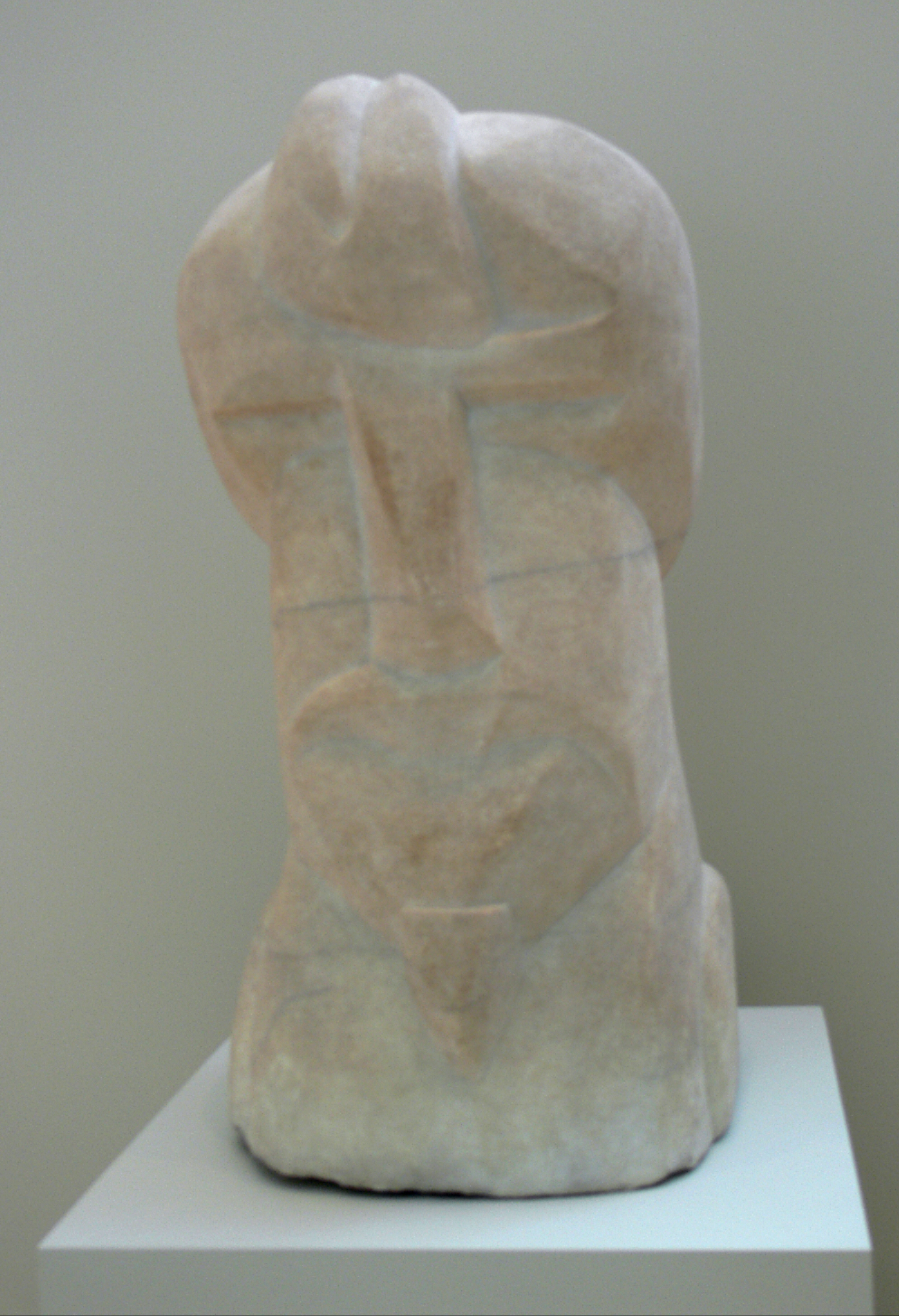
Cap d'Ezra Pound, obra d'Henri Gaudier-Brzeska

A causa de les seues opinions polítiques, Pound va ser molt criticat en la segona meitat del segle xx. Tanmateix, és quasi impossible oblidar el paper central que va exercir en la revolució poètica del seu temps: va ser un dels primers poetes a emprar amb èxit el vers lliure en composicions extenses. The Cantos va servir com a pedra de toc per a Allen Ginsberg i la resta de la generació beat.
Hi ha crítics que consideren que quasi qualsevol poeta experimental anglès de començaments de segle està en deute amb Pound. També va inspirar La infana raso, l'obra magna de William Auld, el principal escriptor en esperanto, candidat al Premi Nobel de Literatura en diverses ocasions, el 1999, el 2004 i el 2006.
Com a crític, redactor o promotor, va ajudar Yeats, Eliot, Joyce, Wyndham Lewis, Robert Fost, William Carlos Williams, Hilda Doolittle, Marianne Moore, Ernest Hemingway, D. H. Lawrence, Louis Zukofsky, Basil Bunting, George Oppen, Charles Olson, entre d'altres.
Com a traductor, encara que el seu coneixement de les llengües és discutible, Pound va fer molt per portar la poesia provençal i xinesa al públic de parla anglesa. També va traduir, va defensar i va aconseguir que es mantingueren vives —almenys per als poetes— les obres clàssiques gregues, llatines i anglosaxones.
A l'Estat espanyol, és molt perceptible la seua empremta en no pocs novíssims i en bona part dels poetes posteriors a ells.

## Traduccions al català
- Els cantos pisans. Traducció de Francesc Parcerisas. Martorell: Adesiara editorial, 2016.
- Els cantos. Traducció de Joan Antoni Cerrato. Barcelona: Edicions de 1984, 2024.